# Johann Kaspar Mertz
Johann Kaspar Mertz (Bratislava, 17 de agosto de 1806 — 14 de outubro de 1856) foi um violonista e compositor Austríaco. 

## Biografia
JK Mertz foi um dos principais violonistas "virtuoso" e compositores durante os meados do século XIX Ele nasceu Casparus Josephus Mertz de pais pobres em 17 de agosto de 1806 em Pressburg, Hungria (hoje Bratislava, capital da Eslováquia). Ele começou a tocar violão e flauta quando jovem e foi obrigado a dar aulas de música desde cedo. O registro mais antigo da sua actividade como concertista é de 1834, quando Mertz realizado em um concerto em Pressburg organizado por Johann Nepomuk Hummel, ele próprio um nativo daquela cidade. Mertz deixou seu berço cerca de 1840. Ele apareceu em um concerto no Hofburg Theater em Viena em novembro de 1840, sob o patrocínio da Imperatriz Carolina Augusta.